# Taken - La vendetta
Taken - La vendetta (Taken 2), noto anche come Taken 2 - La vendetta, è un film del 2012, diretto da Olivier Megaton e sceneggiato da Luc Besson, che ha come protagonista Liam Neeson. Si tratta del sequel del film Io vi troverò del 2008. Il capitolo successivo è invece Taken 3 - L'ora della verità, uscito nel 2015.

## Trama
Durante il funerale di alcuni criminali albanesi uccisi da Bryan Mills, il padre di uno di loro, un importante boss, giura vendetta. A Los Angeles, Bryan continua la sua solita vita, lavora ogni tanto come guardia del corpo e cerca di stare il più possibile vicino alla ex moglie Lenore e alla figlia, che Bryan cerca di aiutare nelle lezioni di scuola guida. Kim però si lamenta che suo padre ha un atteggiamento protettivo e opprimente.
Intanto i mafiosi albanesi torturano il francese Jean-Claude, scoprendo nome e volto di Bryan, e, grazie a funzionari corrotti del governo albanese, scoprono la sua prossima destinazione, ossia Istanbul, dove Bryan si recherà come guardia del corpo di uno sceicco. Inoltre saranno presenti anche Lenore e Kim, invitate da Bryan che voleva offrire loro una vacanza. Una volta arrivati, i tre si godono la città: Kim lascia che i genitori restino da soli, nella speranza di farli conciliare, ma è proprio in questo momento che i criminali agiscono, tentando di rapire i tre. Bryan dice alla ex-moglie di scappare mentre egli sistemerà gli aggressori.
In un primo momento sembra farcela ma Lenore viene catturata quindi Bryan deve arrendersi, non prima comunque di aver avvertito via telefono la figlia che sono tutti in pericolo e che lei deve rifugiarsi nella stanza del padre. Bryan e Lenore vengono condotti bendati in un altro luogo (e l'uomo ricostruirà il percorso basandosi sui rumori che sente durante il tragitto) e qui incontrano il capo dei criminali che spiega a Bryan le sue motivazioni e afferma che intende farlo soffrire torturando la sua famiglia: Lenore viene ferita alla gola e appesa a testa in giù per farla dissanguare.
Ma Kim, con un mix d'intraprendenza e fortuna, sfugge ai suoi inseguitori all'albergo, va nella stanza di Bryan e, comunicando con lui tramite un piccolo cellulare nascosto, riesce ad ottenere le coordinate della loro prigione alla quale Kim dovrà recarsi per portare un'arma al genitore che, nel frattempo, si è liberato le mani dalle catene. Nonostante sia inseguita sui tetti della città, Kim riesce a passare, attraverso una canna fumaria, una pistola a Bryan, il quale uccide i suoi carcerieri e corre in aiuto di Kim, ma è costretto a lasciare indietro Lenore, indebolita dall'emorragia. Bryan raggiunge la figlia in tempo e la salva. A questo punto, i due rubano un taxi per andare a recuperare Lenore, che però è stata già portata via.
Dopo un inseguimento, raggiungono l'ambasciata americana dove Bryan lascia Kim per poi andare a salvare Lenore. Scopre dove l'hanno portata e uccide tutti i criminali per poi trovarsi faccia a faccia con Suko, lo scagnozzo più pericoloso e ingaggia con lui una brutale lotta corpo a corpo, che si conclude con la vittoria del protagonista; alla fine si incontra con il vecchio boss: Bryan posa la sua pistola e gli offre la possibilità di chiudere la storia in pace, poiché stanco di essere continuamente in lotta. L'altro, non appena Bryan volta le spalle, tenta di sparargli con la sua stessa pistola, ma non appena preme il grilletto scopre che l'arma è scarica; allora Bryan lo uccide. Salvata Lenore, i tre ritornano in America e, qualche mese dopo, Kim prende la patente automobilistica e Bryan, ritrovata la serenità con Lenore, riesce ad accettare il fidanzato di Kim.

## Promozione
Il 21 giugno 2012 è stato diffuso online il primo trailer ufficiale del film. Il 9 luglio dello stesso anno è stato inoltre diffuso dalla 20th Century Fox il primo trailer in italiano del film.

## Riconoscimenti
- 2013 - Saturn Award
  - Nomination Miglior film d'azione/di avventura
- 2013 - BMI Film & TV Award
  - Miglior colonna sonora a Nathaniel Méchaly
- 2013 - Golden Trailer Awards
  - Nomination Miglior spot thriller
- 2013 - People's Choice Awards
  - Nomination Miglior attore in un film drammatico a Liam Neeson

## Distribuzione
Il film è stato distribuito nelle sale francesi il 3 ottobre 2012, in quelle statunitensi il 5 ottobre 2012 e in quelle italiane l'11 ottobre 2012.

## Citazioni e riferimenti
Nella prima parte del film (dopo che la ex-moglie e la figlia sono appena arrivate a Istanbul) si vede il protagonista in camera sua, con la televisione accesa sul telegiornale che sta annunciando il naufragio della Costa Concordia, erroneamente denominata come "Costa Concorda".